# Serie A2 1985-1986 (pallavolo femminile)
La Serie A2 femminile FIPAV 1985-86 fu la 9ª edizione della manifestazione organizzata dalla FIPAV.
Delle 24 partecipanti, Isa Fano, Pallavolo Cecina e Splügen Albizzate provenivano dalla Serie A1, mentre Cassa Rurale Faenza, Erg Genova, Gaierhof Trento, Libertas Matera, Nike San Cataldo, Telcom Sesto San Giovanni e Satice Acireale erano le neopromosse dalla Serie B. Le rinunce di Genova VBC, Livorno e Roma portarono ai ripescaggi di Biokimica Santa Croce, CUS Padova e Molise Dati Campobasso.
La Foltene Cenate Sotto retrocesse dopo spareggi con club di Serie B.

## Classifiche
| Pos. | Squadra                     | Pt | G  |
| ---- | --------------------------- | -- | -- |
| 1.   | Splügen Albizzate           | 42 | 22 |
| 2.   | Isa Fano                    | 40 | 22 |
| 3.   | Erg Genova                  | 34 | 22 |
| 4.   | Telcom Sesto San Giovanni   | 28 | 22 |
| 5.   | Cassa Rurale Faenza         | 22 | 22 |
| 6.   | Parati Casalmaggiore        | 20 | 22 |
| 7.   | CUS Padova                  | 18 | 22 |
| 8.   | CUS Torino                  | 18 | 22 |
| 9.   | Foltene Cenate Sotto        | 18 | 22 |
| 10.  | Elcap Piacenza              | 14 | 22 |
| 11.  | Gaierhof Trento             | 6  | 22 |
| 12.  | Bistefani Casale Monferrato | 4  | 22 |

| Pos. | Squadra                           | Pt | G  |
| ---- | --------------------------------- | -- | -- |
| 1.   | Pallavolo Cecina                  | 36 | 22 |
| 2.   | Italsomac Gallico Reggio Calabria | 34 | 22 |
| 3.   | Passalacqua Giarratana            | 24 | 22 |
| 4.   | Giampaoli Ancona                  | 24 | 22 |
| 5.   | Libertas Matera                   | 24 | 22 |
| 6.   | Pieralisi Jesi                    | 22 | 22 |
| 7.   | Libertas Caltagirone              | 20 | 22 |
| 8.   | Nike San Cataldo                  | 18 | 22 |
| 9.   | Molise Dati Campobasso            | 14 | 22 |
| 10.  | Biokimica Santa Croce             | 12 | 22 |
| 11.  | Satice Acireale                   | 10 | 22 |
| 12.  | CUS Macerata                      | 0  | 22 |

| Promosse in Serie A1 e ammesse ai play-off scudetto | Agli spareggi | Retrocesse in Serie B | Retrocessa dopo spareggi |